# Campini-Caproni C.C.2
Dimensions
L'avion Campini-Caproni C.C.2, connu aussi simplement comme Campini-Caproni, est un avion expérimental propulsé par un motoréacteur, produit au début des années 1940 par le constructeur aéronautique italien Caproni en collaboration avec l'ingénieur Secondo Campini.
Le premier vol eut lieu le 27 août 1940 avec Mario de Bernardi en tant que pilote d'essai, le test dura 10 minutes.
Le 30 novembre 1941 l'avion, piloté par Mario de Bernardi et Giovanni Pedace, vola de l'aéroport de Milan Linate à l'aéroport de Guidonia à Rome sur une distance de 475 km à une moyenne de 209 km/h.
Cet exploit ne fut pas jugé satisfaisant et aussi en raison de la guerre, le développement de l'avion fut stoppé.

## Conception

### Description technique
L'avion Campini-Caproni avait une structure entièrement en duraluminium avec un cockpit biplace, avec une disposition en tandem ; l'aile était en porte-à-faux avec un profil à aile de mouette inversée et des empennages de type classique avec le stabilisateur placé à la base de la dérive.
Le train d'atterrissage était un train classique complètement rétractable, les principaux éléments se rétractant vers l'extérieur.

### Moteur

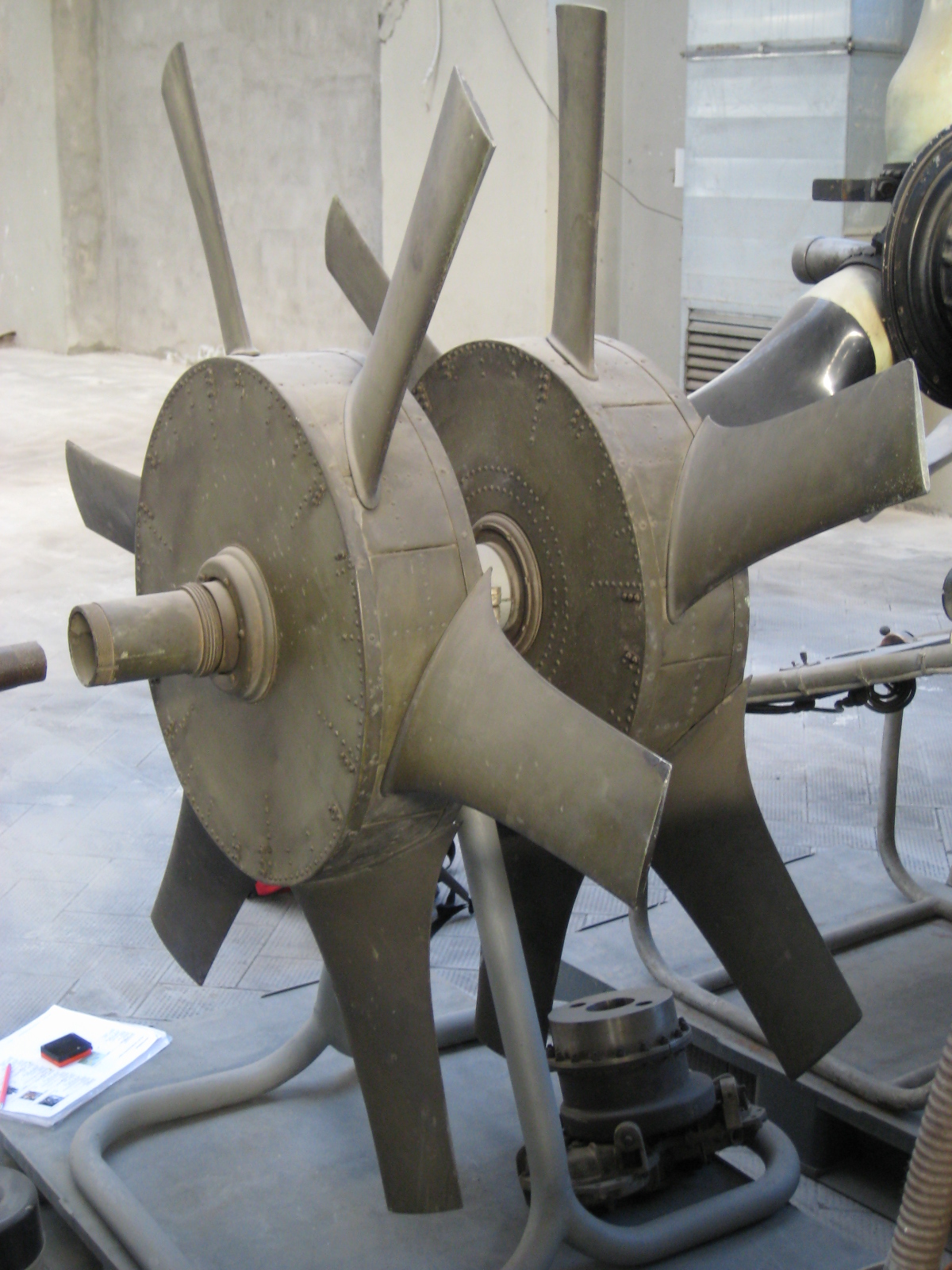
Une partie du compresseur du C.C.2

Le moteur conçu par l'ingénieur Campini n'était pas un turboréacteur tel que nous le connaissons aujourd'hui. Il s'agissait, du point de vue pratique, d'un complexe entraîné par un moteur conventionnel à pistons Isotta Fraschini L.121 RC.40 qui donnait une puissance d'environ 660 kW (900 ch).
Le moteur à pistons était relié, par un multiplicateur de vitesse, à un compresseur axial composé de trois rotors comprenant chacun 6 palettes à pas réglable au sol et de trois stators comprenant chacun 15 palettes à pas hydrauliquement variable en vol.
Le conduit en aval du compresseur agissait simultanément comme chambre de combustion et buse d'échappement (semblable à ce qui se passe dans un post-brûleur), avec des injecteurs de kérosène disposés sur un anneau qui stabilisaient la flamme. L'expansion des gaz de combustion générait la poussée, égale à environ 750 kgf. La vitesse maximale ne dépassait pas les 375 km/h. 
La solution utilisée par le moteur de Campini rappelle le même concept déjà suivi par l'ingénieur roumain Henri Coandă dans la construction de son avion Coandă-1910.

## Appareil préservé

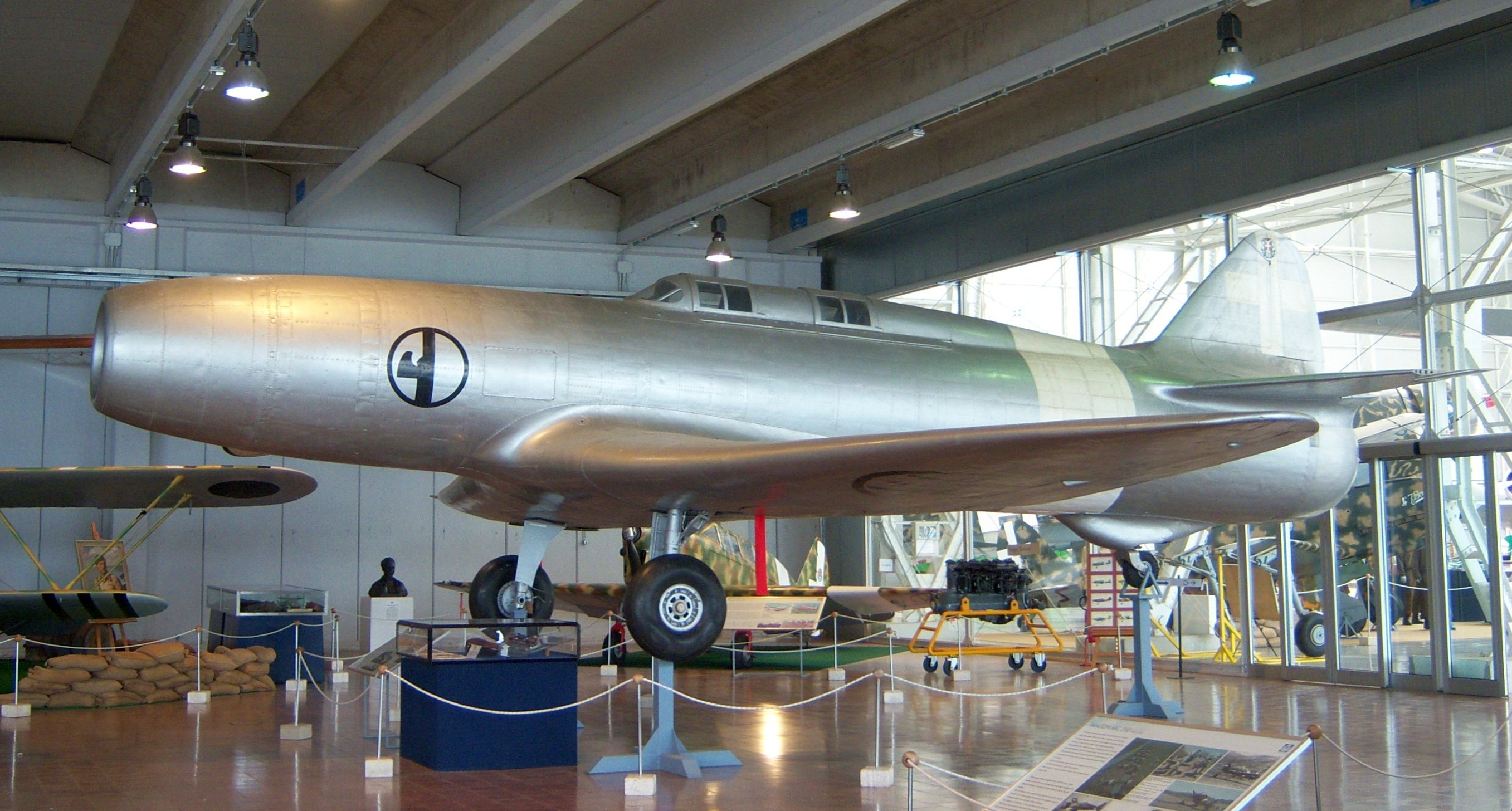
L'avion préservé au musée historique de l'aviation de Vigna di Valle

L'un des deux exemplaires de Campini-Caproni C.C.2 est préservé en Italie au musée historique de l'aviation de Vigna di Valle près de Rome.